# Interniertenlager Thalerhof

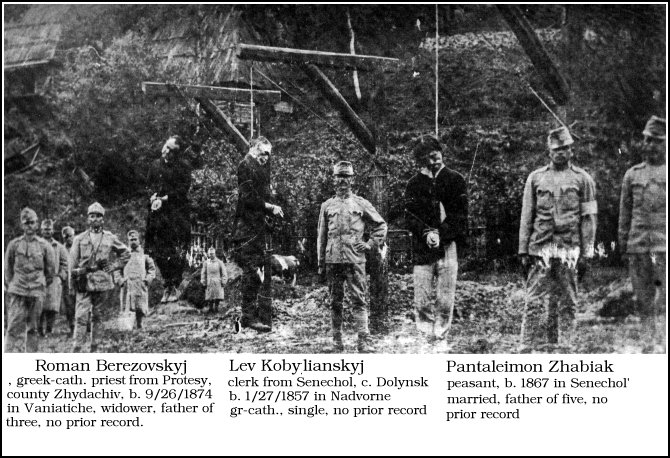
Hinrichtung im Interniertenlager Thalerhof

Das Interniertenlager Thalerhof war ein von den Behörden der k.u.k Monarchie in der Nähe von Graz eingerichtetes Internierungslager, das während des Ersten Weltkriegs zwischen dem 4. September 1914 und dem 10. Mai 1917 bestand. Offiziell nannte es sich k.k. Internierten-Lager. Hierhin wurden damals als „russisch“ betrachtete ukrainische (ruthenische) Bewohner aus Galizien und der Bukowina deportiert, die vermeintlich oder tatsächlich mit dem Kriegsgegner Russland sympathisierten.

## Übersicht
Im Lager Thalerhof bei Feldkirchen südlich von Graz waren von 1914 bis 1917 insgesamt etwa 30.000 Menschen aus Osteuropa (hauptsächlich Ukrainer, damals „Ruthenen“ genannt) interniert, die von der k.u.k. Armee der „Russenfreundlichkeit“ verdächtigt worden waren. Von 1917 bis 1918 waren etwa 5000 russische Kriegsgefangene im Lager Thalerhof untergebracht. Im Winter 1914/15 starben dort 1380, insgesamt 1767 Personen, in erster Linie an Cholera und Typhusepidemien. Die Toten wurden im Bereich des Lagers bestattet. Ihre Gebeine wurden 1936 beim Bau des Flughafens Graz in einen Karner, ein Beinhaus, am Friedhof Feldkirchen, auf den Jüdischen Friedhof Graz oder auf den Grazer Zentralfriedhof umgebettet. Ob das tatsächlich für alle Bestattungen geschah oder ob sich unter Anlagen des Flughafens noch Gräber befänden, wurde diskutiert, eine wissenschaftliche Untersuchung ergab 2008, dass dies mit Sicherheit auszuschließen ist. Diese im Auftrag des Verteidigungsministeriums durchgeführte Untersuchung ergab eine Zahl von 2093 bestatteten toten Lagerhäftlingen.

## Geschichte

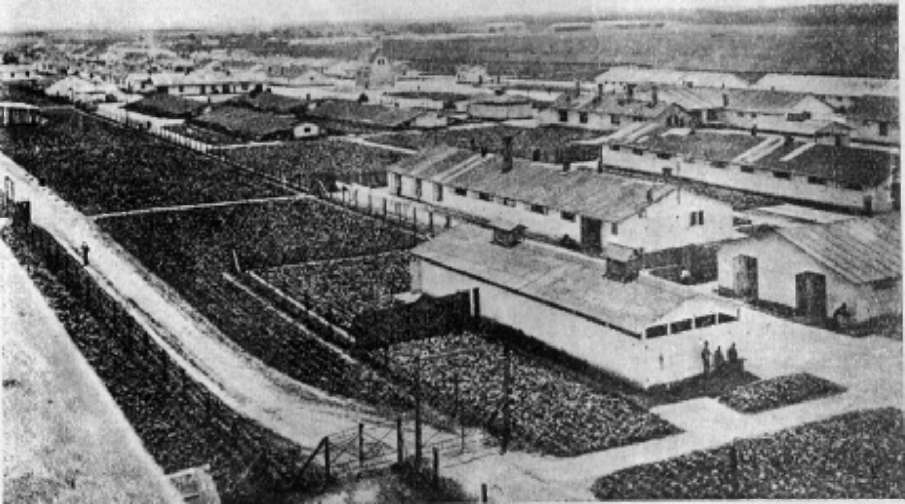
Das Interniertenlager Thalerhof aus der Vogelperspektive

Die erste Gruppe der verschleppten galizischen Russophilen wurde am 4. September 1914 in Thalerhof eingeliefert. Bis zum Winter 1914/15 gab es in Thalerhof keine Baracken. Die Menschen lagen unter offenem Himmel, auch bei Regen und Schnee. Die Internierten wurden gefoltert und geschlagen. In einem offiziellen Bericht von 9. November 1914 wurde mitgeteilt, dass das Lager zu diesem Zeitpunkt ca. 5700 Insassen beinhaltete, darunter ca. 2000 Lemken. Es war damit das größte derartige Lager, in Theresienstadt waren zu dem Zeitpunkt etwa 890 Ruthenen interniert.
Insgesamt gingen durch das Interniertenlager Thalerhof in den knapp drei Jahren seines Bestehens nicht weniger als 20.000 prorussisch eingestellte Galizier und Bukowiner. Allein in den ersten eineinhalb Jahren starben ca. 3000 von ihnen.
Das Lager wurde im Mai 1917 auf Befehl des letzten Kaisers Karl I. geschlossen. Die Baracken standen noch bis zum Jahr 1936, als sie schließlich abgerissen wurden. Dabei wurden 1767 Leichen exhumiert, die in einem Massengrab in dem nahgelegenen Dorf Feldkirchen begraben wurden. Das Gelände des ehemaligen Interniertenlagers gehört heute zum Flughafen Graz.

## Zustände im Lager
Der Tod im Interniertenlager Thalerhof hatte selten natürliche Ursachen. Die katastrophalen hygienischen Bedingungen führten bald zum Ausbruch von Seuchen wie Cholera und Typhus. Allein im ersten Kriegswinter 1914/15 starb ein Drittel der 7000 Gefangenen an Flecktyphus. Irgendeine Art medizinischer Versorgung für die Internierten fehlte komplett. Das Essen war sehr schlecht und hatte kaum einen Nährwert. Durch das Fehlen von Geschirr mussten die Häftlinge ihre Kleidungsstücke wie Mützen zum Auffüllen mit suppenähnlicher Flüssigkeit benutzen, es gab großes Gedränge. Eine große Rolle spielte die Gewalt der Wächter gegen die Insassen. Zum Einschüchtern lagen oft blutüberströmte Leichen vor den Eingängen in die Baracken, oft hingen auf Pfählen gehängte und übel zugerichtete Menschen.

## Rezeption
In Österreich geriet das Lager in Vergessenheit, die Forschung beschäftigte sich nicht damit. Einem Auslieferungsbegehren der Siegermächte nach dem Kommandanten des Lagers wurde nicht nachgekommen. Die Behauptung, Thalerhof werde ein „ewiges Schanddenkmal dieses Staates bleiben“ erwies sich als falsch.

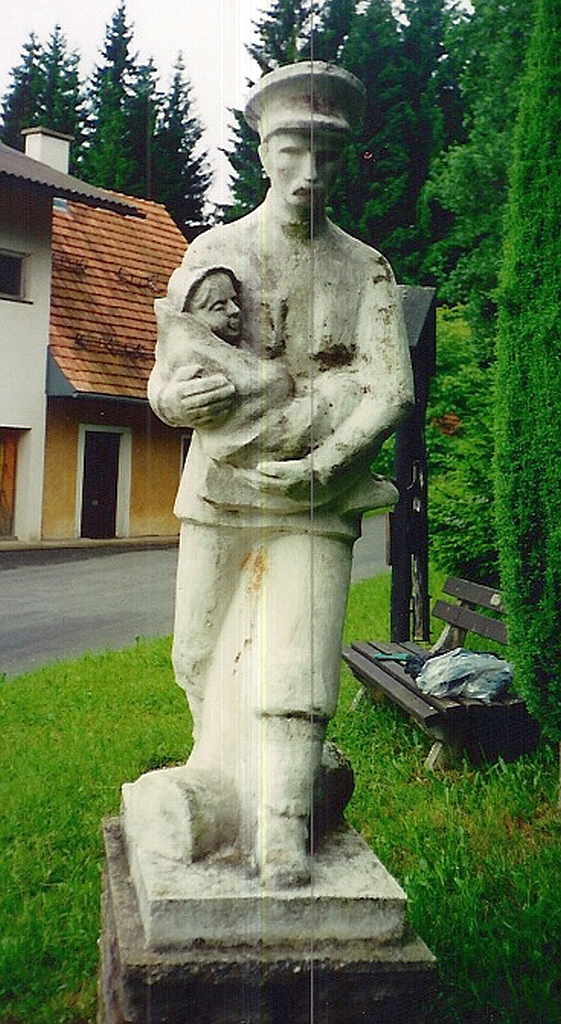
Carl Hermann: G'fangana Russ‘

Im polnischen Galizien hingegen veranstaltete ein „Thalerhof-Komitee“ schon 1919 bis 1939 Kongresse, errichtete Denkmäler und publizierte Erinnerungsliteratur über das „galizische Golgota“ Thalerhof. Mit Einmarsch der Sowjets 1939 wurde das Komitee verboten.
In der ukrainischen Innenpolitik wurde Thalerhof in den letzten Jahren hingegen zunehmend instrumentalisiert, es fand oft Eingang in politische Diskussionen. Im Oktober 2004 beschloss das ukrainische Parlament einstimmig eine Resolution, in der zur Erinnerung an Thalerhof aufgerufen wurde. Die prorussischen Kräfte in der Ukraine betonen, in Thalerhof „seien Menschen für ihre Traditionen, ihr Russisch und ihren orthodoxen Glauben gestorben, verraten von ukrainischen Nationalisten und Angehörigen der griechisch-katholischen Kirche“.
Den russischen Kriegsgefangenen, die hauptsächlich im Lager Thalerhof lebten und im Ersten Weltkrieg als Zwangsarbeiter in der Landwirtschaft der Weststeiermark eingesetzt wurden, hat der Mundartdichter Hans Kloepfer mit dem Gedicht „Da Ruß“ ein Denkmal gesetzt. Eine Statue des Bildhauers Carl Hermann in St. Katharina in der Wiel zeigt diese Figur.
Am 11. Dezember 2012 wurden 20 Metalltafeln mit den Namen von 1767 Toten des Lagers in Anwesenheit von Vertretern ehemaliger Lagerbewohner feierlich enthüllt.